# Michael Talbott
Michael Talbott (* 2. Februar 1955 in Waverly, Iowa) ist ein US-amerikanischer Schauspieler.

## Leben
Talbott war ab den frühen 1970er Jahren als Schauspieler aktiv. 1977 führte er bei The Reunion auch die Regie. Danach konzentrierte er sich wieder auf seine Arbeit als Darsteller. Bekannt wurde er vor allem durch seine Rolle als Stanley Switek in der Serie Miami Vice, die er von 1984 bis 1990 in 110 Episoden verkörperte. Er wirkte auch in dem Film Rambo (1982) mit.
Talbott ist Mitglied der National Rifle Association und lebt in seiner Heimatstadt Waverly, Iowa.

## Filmografie (Auswahl)
Schauspieler
- 1973: Blood Sport (Fernsehfilm)
- 1974: Unwed Father (Fernsehfilm)
- 1974: If I Love You, Am I Trapped Forever? (Fernsehfilm)
- 1974: Liebe böse Mama (Big Bad Mama)
- 1975: Die Straßen von San Francisco (The Streets of San Francisco) (Fernsehserie, Episode 3x18, Wer tötet für 10 Dollar? (Ten Dollar Murder))
- 1976: Carrie – Des Satans jüngste Tochter (Carrie)
- 1977: M*A*S*H (Fernsehserie, 1 Episode)
- 1977: The Reunion
- 1978: Tag der Entscheidung (Big Wednesday)
- 1980: Mit einem Bein im Kittchen (Used Cars)
- 1980: Foolin’ Around
- 1980: Mit Vollgas nach San Fernando (Any Which Way You Can)
- 1981: Meine liebe Rabenmutter (Mommie Dearest)
- 1982: Rambo (First Blood)
- 1983: … und wenn der letzte Reifen platzt (Heart Like a Wheel)
- 1983: Die schrillen Vier auf Achse (National Lampoon’s Vacation)
- 1984: Die Zeit verrinnt, die Navy ruft (Racing with the Moon)
- 1984–1990: Miami Vice (Fernsehserie, 110 Episoden)
- 1986: Manhunter – Roter Drache (Manhunter)
- 1988: Der letzte Outlaw (Miles from Home)
- 1988: Hochzeitsfieber (Going to the Chapel)
- 1990: Booker (Fernsehserie, 1 Episode)
- 1990: Little Vegas
- 1991: Prisoners
- 1991: Heiße Nächte in L.A. (Sunset Heat)
- 1992: Ein ganz normaler Held (Hero)
- 1993: Rosen sind tot (Acting on Impulse, Fernsehfilm)
- 1993: Jack Reed: Unter Mordverdacht (Jack Reed: Badge of Honor, Fernsehfilm)
- 1994: Jack Reed: Gnadenlose Jagd (Jack Reed: A Search for Justice, Fernsehfilm)
- 1995: Jack Reed: Vertrauter Killer (Jack Reed: One of Our Own, Fernsehfilm)
- 1995: Aliens, Akkordeons und jede Menge Ärger (Out There, Fernsehfilm)
- 1995: The Bomber Boys
- 1996: Jack Reed: Der Schlächter (Jack Reed: Death and Vengeance, Fernsehfilm)
- 2001: Blutige Indizien – Das Spiel mit dem Tod (Three Blind Mice, Fernsehfilm)
- 2014: Sal and the Goon (Kurzfilm)

Regisseur
- 1977: The Reunion